# Kyrie (nummer)
Kyrie is een pop-/rocknummer van de Amerikaanse band Mr. Mister uit 1985. Het nummer stond op het eveneens in 1985 uitgebrachte album Welcome to the Real World. Het was een van de succesvolste nummers van de groep.
In Nederland was de plaat op vrijdag 14 februari 1986 Veronica Alarmschijf op Radio 3 en werd een top tien hit. De plaat bereikte de 6e positie in de Nederlandse Top 40 en de 7e positie in de Nationale Hitparade. In België bereikte de plaat de 6e positie van de Vlaamse Ultratop 50 en de 7e positie van de Vlaamse Radio 2 Top 30.

## Achtergrond
Het nummer is vernoemd naar de gelijknamige Griekse aanspreekvorm en wordt in die hoedanigheid ook veelvuldig in het nummer genoemd. Kyrie eleison betekent in het Grieks zoveel als "Heer, ontferm u over ons" en wordt in veel gelovige kringen gebruikt als openingszin bij een gebed.

## Hitnoteringen

### Nederlandse Top 40
| Hitnotering: 22-02-1986 t/m 26-04-1986 | Hitnotering: 22-02-1986 t/m 26-04-1986 | Hitnotering: 22-02-1986 t/m 26-04-1986 | Hitnotering: 22-02-1986 t/m 26-04-1986 | Hitnotering: 22-02-1986 t/m 26-04-1986 | Hitnotering: 22-02-1986 t/m 26-04-1986 | Hitnotering: 22-02-1986 t/m 26-04-1986 | Hitnotering: 22-02-1986 t/m 26-04-1986 | Hitnotering: 22-02-1986 t/m 26-04-1986 | Hitnotering: 22-02-1986 t/m 26-04-1986 | Hitnotering: 22-02-1986 t/m 26-04-1986 | Hitnotering: 22-02-1986 t/m 26-04-1986 |
| Week:                                  | 1                                      | 2                                      | 3                                      | 4                                      | 5                                      | 6                                      | 7                                      | 8                                      | 9                                      | 10                                     |                                        |
| -------------------------------------- | -------------------------------------- | -------------------------------------- | -------------------------------------- | -------------------------------------- | -------------------------------------- | -------------------------------------- | -------------------------------------- | -------------------------------------- | -------------------------------------- | -------------------------------------- | -------------------------------------- |
| Positie:                               | 29                                     | 16                                     | 11                                     | 6                                      | 8                                      | 8                                      | 11                                     | 15                                     | 20                                     | 32                                     | uit                                    |

### Nationale Hitparade
| Hitnotering: 20-02-1986 t/m 24-04-1986 | Hitnotering: 20-02-1986 t/m 24-04-1986 | Hitnotering: 20-02-1986 t/m 24-04-1986 | Hitnotering: 20-02-1986 t/m 24-04-1986 | Hitnotering: 20-02-1986 t/m 24-04-1986 | Hitnotering: 20-02-1986 t/m 24-04-1986 | Hitnotering: 20-02-1986 t/m 24-04-1986 | Hitnotering: 20-02-1986 t/m 24-04-1986 | Hitnotering: 20-02-1986 t/m 24-04-1986 | Hitnotering: 20-02-1986 t/m 24-04-1986 | Hitnotering: 20-02-1986 t/m 24-04-1986 | Hitnotering: 20-02-1986 t/m 24-04-1986 |
| Week:                                  | 1                                      | 2                                      | 3                                      | 4                                      | 5                                      | 6                                      | 7                                      | 8                                      | 9                                      | 10                                     |                                        |
| -------------------------------------- | -------------------------------------- | -------------------------------------- | -------------------------------------- | -------------------------------------- | -------------------------------------- | -------------------------------------- | -------------------------------------- | -------------------------------------- | -------------------------------------- | -------------------------------------- | -------------------------------------- |
| Positie:                               | 32                                     | 7                                      | 7                                      | 8                                      | 8                                      | 11                                     | 18                                     | 22                                     | 41                                     | 48                                     | uit                                    |

### Vlaamse Radio 2 Top 30
| Hitnotering: 01-03-1986 t/m 19-04-1986 | Hitnotering: 01-03-1986 t/m 19-04-1986 | Hitnotering: 01-03-1986 t/m 19-04-1986 | Hitnotering: 01-03-1986 t/m 19-04-1986 | Hitnotering: 01-03-1986 t/m 19-04-1986 | Hitnotering: 01-03-1986 t/m 19-04-1986 | Hitnotering: 01-03-1986 t/m 19-04-1986 | Hitnotering: 01-03-1986 t/m 19-04-1986 | Hitnotering: 01-03-1986 t/m 19-04-1986 | Hitnotering: 01-03-1986 t/m 19-04-1986 |
| Week:                                  | 1                                      | 2                                      | 3                                      | 4                                      | 5                                      | 6                                      | 7                                      | 8                                      |                                        |
| -------------------------------------- | -------------------------------------- | -------------------------------------- | -------------------------------------- | -------------------------------------- | -------------------------------------- | -------------------------------------- | -------------------------------------- | -------------------------------------- | -------------------------------------- |
| Positie:                               | 26                                     | 15                                     | 13                                     | 7                                      | 7                                      | 14                                     | 14                                     | uit                                    |                                        |

### NPO Radio 2 Top 2000
| Nummer met noteringen in de NPO Radio 2 Top 2000 | '99  | '00  | '01  | '02  | '03  |
| ------------------------------------------------ | ---- | ---- | ---- | ---- | ---- |
| Kyrie                                            | 1274 | 1333 | 1571 | 1380 | 1956 |

1. ↑  Een vetgedrukt getal geeft de hoogste notering aan.
2. ↑  Deze tabel is bijgewerkt tot en met de laatste editie (2024).

## Covers
Het nummer is gecoverd in 1993, 2002 en 2005 door respectievelijk Acapella Vocal Band, Mark Schultz en Susanna Fields.